# Maloočka smaragdová
Maloočka smaragdová (Micrommata virescens) je druh pavouka z čeledi maloočkovití a jediný zástupce této čeledi v České republice. Většina z asi 1 150 známých druhů této obývá rovníkové oblasti.

## Popis

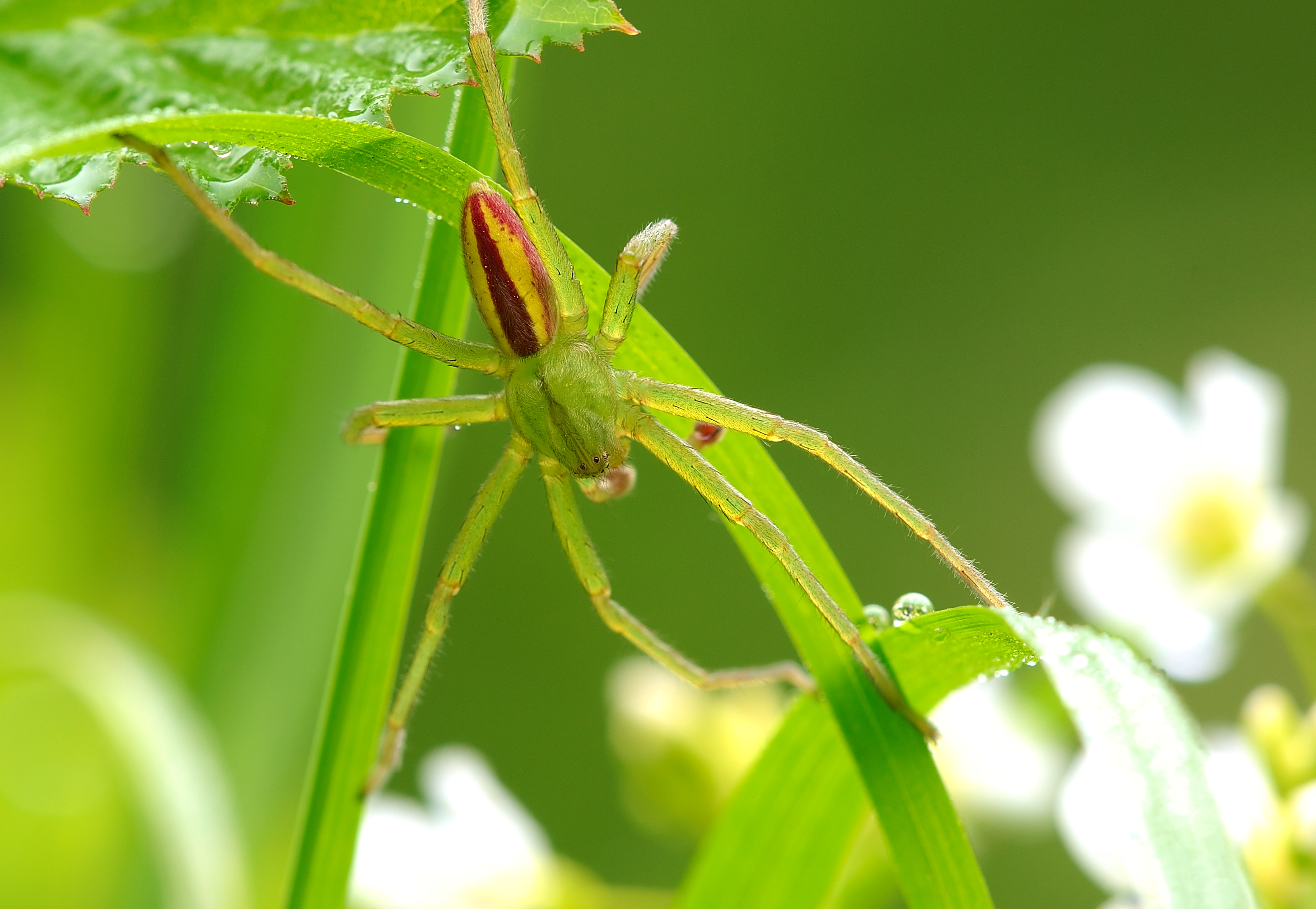
Samec maloočky smaragdové

Maloočka smaragdová se vyznačuje výrazným pohlavním dimorfismem. Samci jsou chrakterističtí štíhlým tělem, mají žlutohnědou hlavohruď a nohy, žlutý zadeček s červenohnědými nebo červenými podélnými proužky. Na délku měří 7 až 10 mm. Samice je robustnější, tvarem zadečku spíše připomíná zápředníka, je dlouhá 12 až 17 mm a její zbarvení je jasně zelené. Zelené zbarvení je způsobeno micromatabilinem.

## Rozšíření
Jedná se o palearktický druh rozšířený v celé Evropě. V České republice roztroušeně po celém území.

## Způsob života
Maloočka žije na bylinné vegetaci na prosluněných loukách, na okrajích lesních cest a svým zbarvením snadno uniká pozornosti. Přes den sedí hlavou dolů a číhá na kořist. Samice hlídá svůj kokon v komůrce vytvořené z připředených listů ostružníků nebo jiných rostlinných bylin. Plné dospělosti dosahují pavouci až po dvou letech.
Kousnutí u člověka může způsobit otok a lehkou bolest. Příznaky kousnutí by měly zmizet do dvou dnů.